# Hein Otterspeer
Hein Otterspeer, né le 11 novembre 1988 à Gouda, est un patineur de vitesse néerlandais.

## Palmarès
- Championnats du monde de sprint
  -  Médaille de bronze en 2013 à Salt Lake City

- Coupe du monde
  - 3e du classement du 1 000 m en 2013.
  - 2 victoires.

- Championnats d'Europe de sprint
  -  Médaille d'argent en 2021 à Heerenveen
  -  Médaille d'argent en 2023 à Hamar